# Ядерна бомба Mark 15

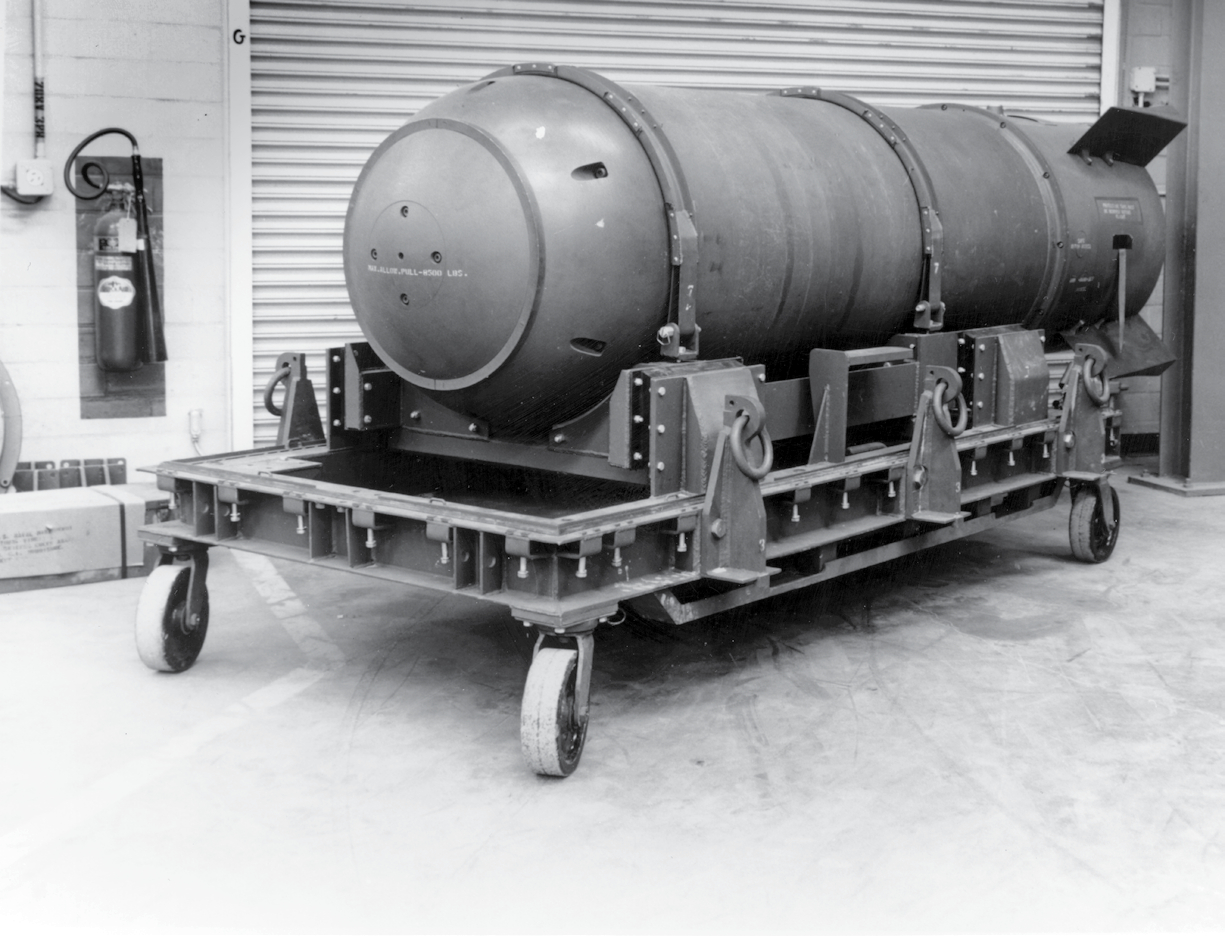
Бомба Mark 15

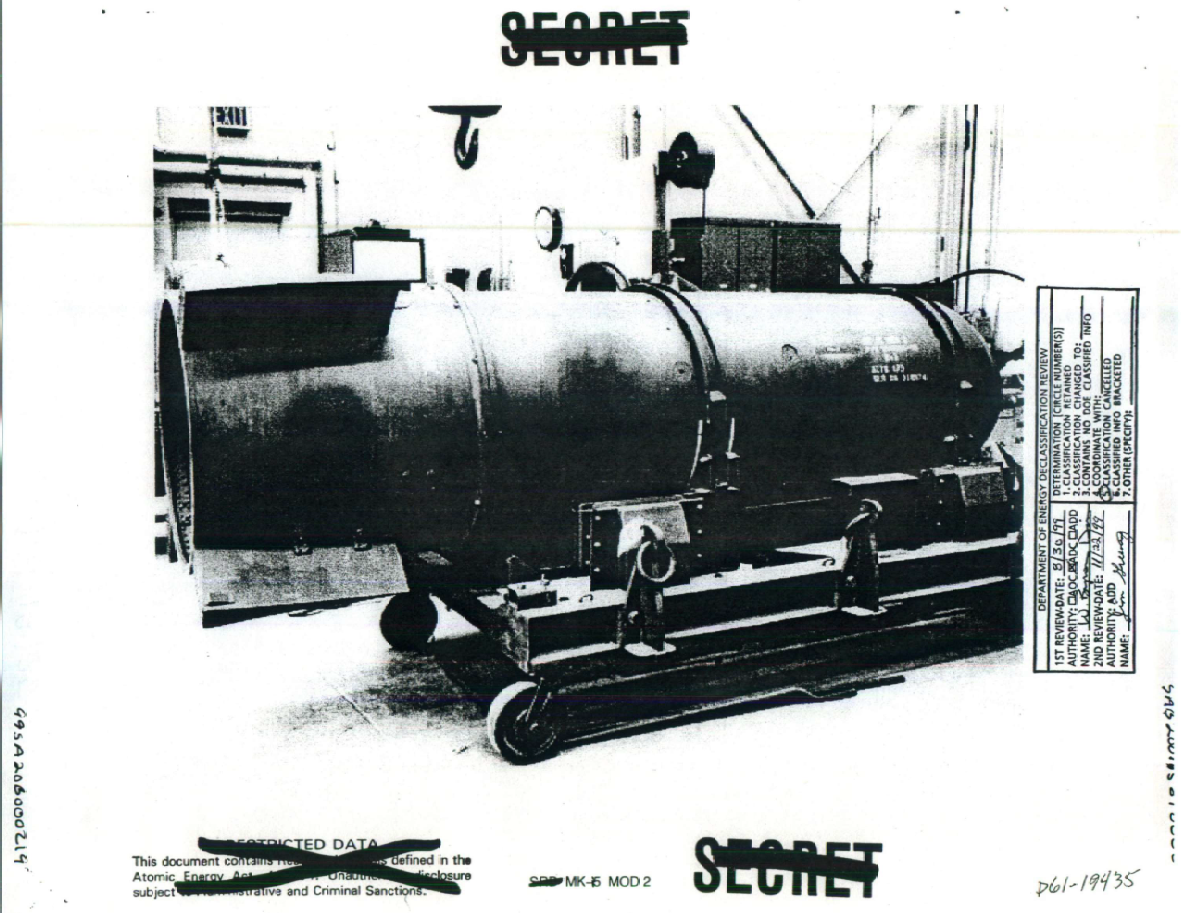
Вид зброї збоку ззаду

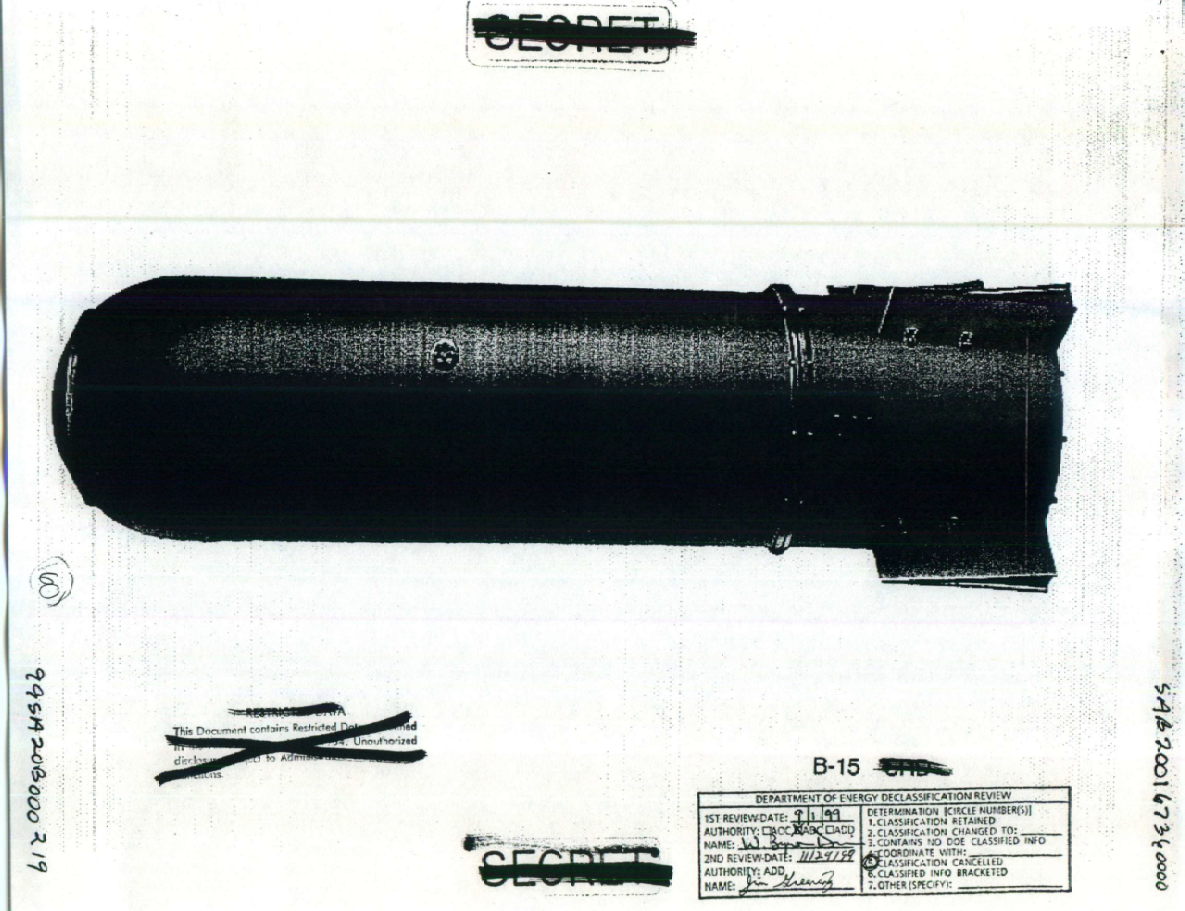
Вид зброї збоку

Ядерна бомба Mark 15, або Mk-15 — американська термоядерна бомба 1950-х років, була першою порівняно легкою (3 400 кг) термоядерною бомбою, створена США.
Всього з 1955 по 1957 рік було випущено 1200 бомб Mark 15. Було три варіанти виробництва: Mod 1, Mod 2 і Mod 3. Конструкція була на озброєнні з 1955 по 1965 рік.

## Технічні характеристики
Усі три моделі були загалом фізично схожі; вага близько 3 400 кг, діаметром від 87-89 см, довжиною від 350-360 см.

## Моделі
Mod 1 відповідає тесту Кастл Нектар прототипу зброї Zombie. Потужність становила 1,69 мегатонни ТНТ (7,1 петаджоуля).
Mod 2 відповідає ядерному випробуванню Редвінг Черокі тестової моделі TX-15-X1 яка мала потужність 3,8 Мт (16 ПДж). Редвинг Чероки був першим американським випробуванням термоядерної бомби.
Mod 3 також мала потужність 3,8 Мт (16 ПДж) .

### W15
Варіант ракетної боєголовки Mark 15, W15 Warhead, був проектом, що тривав у середині 1950-х років. Був скасований на початку 1957 року. До скасування він призначався для використання на ракеті SM-62 Snark. Замість цього Snark використав W39 (див. нижче).

## Похідні
Ядерна боєголовка W39 і ядерна бомба B39 використовували загальний пакет ядерної фізики, який був похідним від Mark 15. Експериментальні пристрої W39 спочатку тестувалися як TX-15-X3 (який ідентичний дизайну W39 Mod 0).

## Впав і загубився
5 лютого 1958 року під час тренувального польоту на B-47 ядерна бомба Mk 15 була втрачена біля узбережжя острова Тайбі, штат Джорджія, поблизу Савани.
Спочатку експерти сперечалися, була бомба ядерною чи ні. Якщо він містить плутонієве ядро, це повнофункціональна ядерна зброя. Якби ядро було замінено на манекен, воно було б неядерним, але все одно могло б створити звичайний вибух. Після інциденту військово-повітряні сили запевнили громадськість, що ядерну капсулу було знято перед польотом і встановлено імітований свинцевий ковпак вагою 150 фунтів.
Однак, згідно зі свідченням у Конгресі 1966 року помічника міністра оборони У. Дж. Говарда, бомба на острові Тайбі була «повноцінною зброєю, бомбою з ядерною капсулою» і однією з двох втрачених одиниць зброї, які містили плутонієвий курок.